# South Cracroft River
Der South Cracroft River ist ein Fluss im Süden des australischen Bundesstaates Tasmanien. Er ist der viertlängste Fluss auf der Insel.

## Geografie
Der fast zehn Kilometer lange South Cracroft River entspringt an den Südwesthängen des Mount Bobs im Ostteil des Southwest-Nationalparks. Von dort fließt er nach Norden und mündet westlich des Burgess Bluff in den Cracroft River.